# Syntaxon
Un syntaxon est, dans la classification phytosociologique, une unité taxinomique de rang indéterminé (association, alliance, ordre, classe et leurs sous-unités). Synsystème Ensemble ordonné de groupements végétaux 
La syntaxonomie  ou synsystématique est la discipline ayant pour objet la classification des groupements végétaux de niveaux différents, hiérarchisés au sein de grandes unités syntaxinomiques.
Un syntaxon élémentaire est un syntaxon statistiquement homogène, défini par des relevés floristiquement similaires. Il ne peut donc être découpé en unités inférieures. Ce syntaxon admet une définition écologique, historique, floristique et statistique. Certains de ces syntaxons peuvent être réunis en un ensemble de niveau hiérarchique élémentaire, une association végétale définie par une combinaison originale d'espèces. Classés en unité phytosociologique hiérarchique, l'ensemble des syntaxons élémentaires constitue un synsystème.